# Unterseeboot 87 (1941)
Pour les articles homonymes, voir Unterseeboot 87.
L'Unterseeboot 87 ou U-87 est un sous-marin allemand (U-Boot) de type VII.B construit pour la Kriegsmarine pendant la Seconde Guerre mondiale.

## Construction
L'U-87 s'inscrit dans le programme 1937-1938 pour une nouvelle classe de sous-marins océaniques. Il est de type VII B lancé entre 1936 et 1940. Construit dans les chantiers de Flender Werke AG à Lübeck, la quille du U-87 est posée le 18 avril 1940 et il est lancé le 21 juin 1941. L'U-87 entre en service deux mois plus tard.

## Historique
Mis en service le 19 août 1941, l'U-87 commence ses activités comme sous-marin-école au sein de la 6. Unterseebootsflottille à Dantzig.

Le 1er décembre 1941, l'U-87 devient opérationnel toujours dans la 6. Unterseebootsflottille, à Dantzig, et plus tard à la base sous-marine de Saint-Nazaire.
Il réalise sa première patrouille de guerre, quittant le port de Kiel, le 24 décembre 1941, sous les ordres du Kapitänleutnant Joachim Berger. Après 38 jours en mer et un succès de deux navires marchands pour un total de 6 324 tonneaux, il arrive à La Pallice le 30 janvier 1942.
L'Unterseeboot 87 a effectué cinq patrouilles, coulant cinq navires marchands pour un total de 38 014 tonneaux, au cours des 260 jours passés en mer.
Pour sa cinquième patrouille, l'U-87 quitte le port de Brest le 9 janvier 1943 toujours sous les ordres du Kapitänleutnant Joachim Berger. Après 55 jours en mer, l'U-87 est coulé le 4 mars 1943 dans l'Atlantique Nord au large du Portugal à l'ouest de Leixões, à la position géographique de 41° 36′ N, 13° 31′ O par des charges de profondeurs lancées de la corvette canadienne HMCS Shediac et par le  destroyer canadien HMCS St. Croix (I81). 
Les quarante-neuf membres d'équipage meurent dans cette attaque.

## Affectations
- 6. Unterseebootsflottille à Dantzig du 19 août au 30 novembre 1941 (entraînement)
- 6. Unterseebootsflottille à Saint-Nazaire du 1er décembre 1941 au 4 mars 1943 (service actif)

## Commandements
- Kapitänleutnant Joachim Berger du 19 août 1941 au 4 mars 1943

## Patrouilles
|       | Commandant            | Départ           | Départ        | Arrivée          | Arrivée       | Jours     | Succès   |
| ----- | --------------------- | ---------------- | ------------- | ---------------- | ------------- | --------- | -------- |
| 1     | Kptlt. Joachim Berger | 24 décembre 1941 | Kiel          | 30 janvier 1942  | La Pallice    | 38 jours  | 16 324   |
| 2     | Kptlt. Joachim Berger | 22 février 1942  | La Pallice    | 27 mars 1942     | Saint-Nazaire | 34 jours  |          |
| 3     | Kptlt. Joachim Berger | 19 mai 1942      | Saint-Nazaire | 8 juillet 1942   | Saint-Nazaire | 51 jours  | 14 298   |
| 4     | Kptlt. Joachim Berger | 31 août 1942     | Saint-Nazaire | 20 novembre 1942 | Brest         | 82 jours  | 7 392    |
| 5     | Kptlt. Joachim Berger | 9 janvier 1943   | Brest         | 4 mars 1943      | Coulé         | 55 jours  |          |
| Total | Total                 | Total            | Total         | Total            | Total         | 260 jours | 38 014 t |

Note : Kptlt. = Kapitänleutnant

### Opérations Wolfpack
L'U-87 a opéré avec les Wolfpacks (meutes de loup) durant sa carrière opérationnelle:
- Ziethen (6 janvier 1942 - 17 janvier 1942)
- Westwall (2 mars 1942 - 12 mars 1942)
- Iltis (6 septembre 1942 - 23 septembre 1942)
- Delphin (20 janvier 1943 - 9 février 1943)
- Rochen (9 février 1943 - 26 février 1943)

## Navires coulés
L'Unterseeboot 87 a coulé 5 navires marchands pour un total de 38 014 tonneaux au cours des 5 patrouilles (260  jours en mer) qu'il effectua.
| Date             | Nom                      | Nationalité     | Tonnage (GRT) | Fait  |
| ---------------- | ------------------------ | --------------- | ------------- | ----- |
| 31 décembre 1941 | Cardita                  | Grande-Bretagne | 8 237         | Coulé |
| 17 janvier 1942  | Nyholt                   | Norvège         | 8 087         | Coulé |
| 16 juin 1942     | Cherokee                 | USA             | 5,896         | Coulé |
| 16 juin 1942     | SS Port Nicholson (1918) | Grande-Bretagne | 8 402         | Coulé |
| 11 octobre 1942  | Agapenor                 | Grande-Bretagne | 7 392         | Coulé |